# Istra (riu)
|  | No s'ha de confondre amb Istra. |

L'Istra - Истра (rus) - és un riu de Rússia que passa per l'óblast de Moscou. És un afluent per l'esquerra del Moskvà, que pertany a la conca hidrogràfica del Volga.
L'Istra neix a uns 70 km al nord-oest de Moscou, a la regió de Klin, i va en direcció sud. S'ha construït un gran embassament al seu recorregut, l'Istrínskoie Vodokhrànilisxe.
El riu passa per la ciutat d'Istra. Després d'un recorregut de 113 km, desemboca al Moskvà per la riba esquerra, entre les ciutats de Zvenígorod i Moscou.